# Krishna

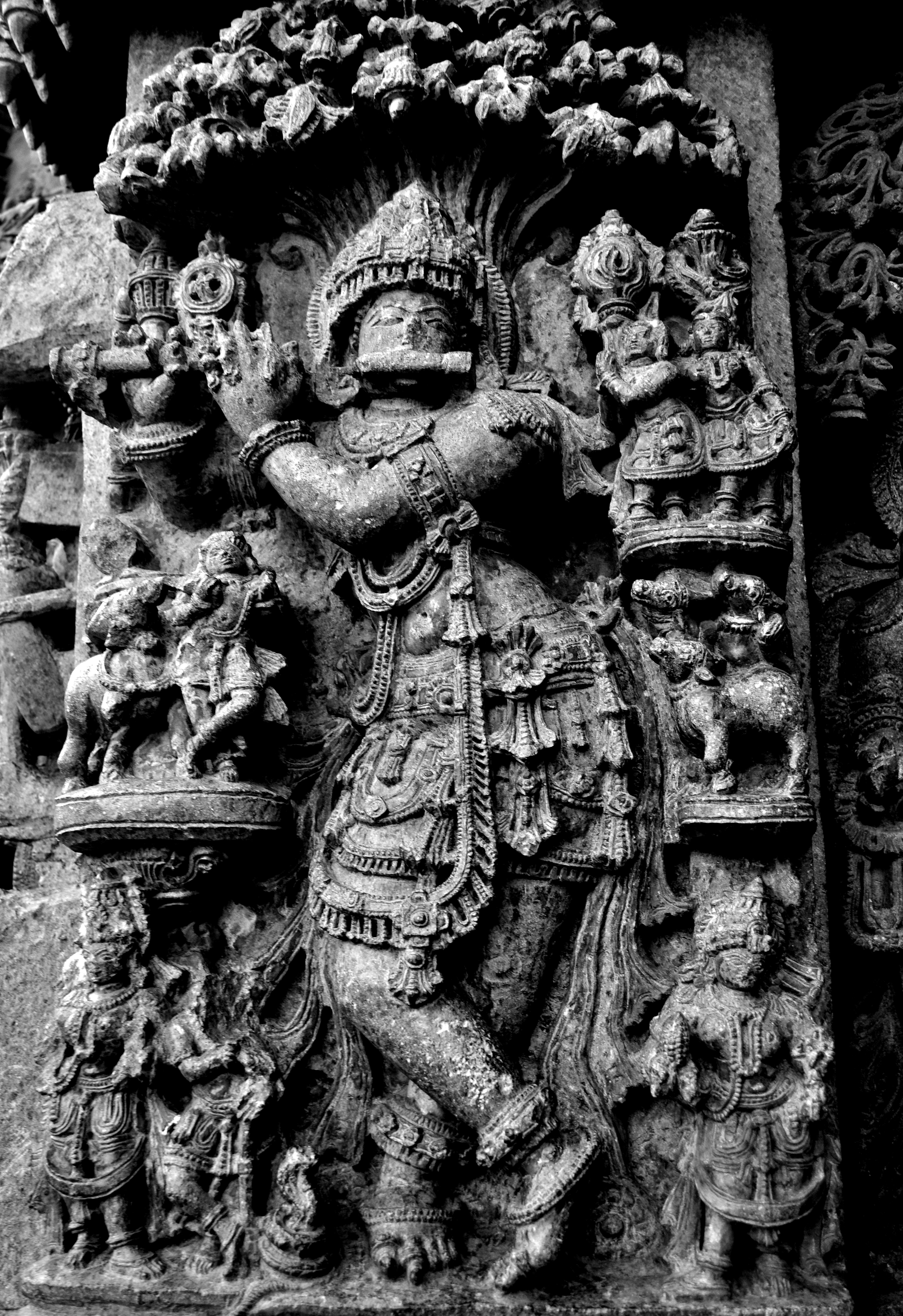
Flöte spielender Gott Krishna (venugopala) am Hoysala-Tempel von Somanathapura, Karnataka; in der Randzone Gopis und Kühe

Krishna (Sanskrit: कृष्ण, kṛṣṇa = „der Schwarze“ oder „der Dunkle“; in Südindien häufig als keshava oder venugopala = „Kuhhirte mit Flöte“ bezeichnet) ist eine hinduistische Form des Göttlichen und wird meist als der achte Avatara von Vishnu verehrt. Für seine Anhänger ist Krishna die Inkarnation des Höchsten.
Die heiligen Schriften beschreiben Krishnas Körpertönung als vergleichbar mit einer frischen Gewitterwolke. Er hat stets eine Bambusflöte bansuri bei sich und trägt eine Pfauenfeder im Haar. Sein himmlischer Wohnort ist goloka. Obwohl er im wissenschaftlichen Sinne nicht als historisch angesehen wird, gehen die meisten Hindus davon aus, dass er tatsächlich gelebt hat.

## Krishnas Leben

### Geburt

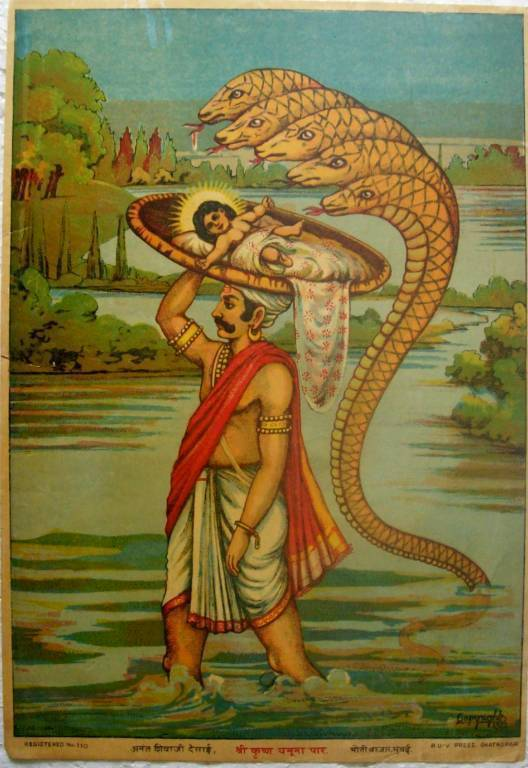
Vasudeva trägt Krishna über den Fluss Yamuna

Über die Umstände seiner Geburt berichtet das Bhagavatapurana: Krishna gehörte der königlichen Familie von Mathura an und war der achte Sohn von Prinzessin Devaki und ihrem Gatten Vasudeva, dem Sohn eines Yadava-Königs. König Kamsa (auch Kansa) von Mathura war Devakis Cousin; um auf den Thron zu gelangen, hatte er seinen (Stief-)Vater König Ugrasena ins Gefängnis werfen lassen. Nach der Vermählung von Devaki und Vasudeva prophezeite ihm eine Stimme, der achte Sohn des Paares würde ihn töten. Daraufhin hält er beide im Palastkerker gefangen und tötet die ersten sechs Kinder gleich nach der Geburt. Das siebente kann – nach einer scheinbaren Fehlgeburt – gerettet werden. Krishna kommt als achtes Kind zur Welt und in einer vorübergehenden Vision können die Eltern ihn in seiner kosmischen Form mit vier Händen sehen. Durch seine Wunderkräfte schlafen die Wärter ein, die Kerkerketten zerspringen und die Türen springen auf. Vasudeva flieht mit dem Neugeborenen über den Fluss Yamuna in das Dorf Gokul (bei Vrindavan in der Region Braj im heutigen indischen Bundesstaat Uttar Pradesh), wo Krishna bei den Pflegeeltern Yashoda und Nanda aufwächst. Damit sich die Weissagung nicht erfüllen kann, sendet Kansa einen Dämon aus, um den Neugeborenen zu töten. Doch Krishna überlebt und wächst als Hirte unter Kuh-Hirten auf. Daher ist mit seiner Geschichte besonders auch die Verehrung der Kuh verbunden.
Zwei seiner Geschwister überleben ebenfalls, Balarama, der von Vasudevas erster Frau Rohini geboren wird, und die später geborene Tochter Subhadra. Balarama war während der gesamten Kindheit eng mit Krishna verbunden und gilt in einigen Traditionen anstelle von Buddha als neunter Avatar Vishnus. Zusammen mit Krishnas Form als Jagannath stellen Balarama und Subhadra vor allem im Osten Indiens (Odisha) eine sehr populäre Dreiheit dar.

### Kindheit

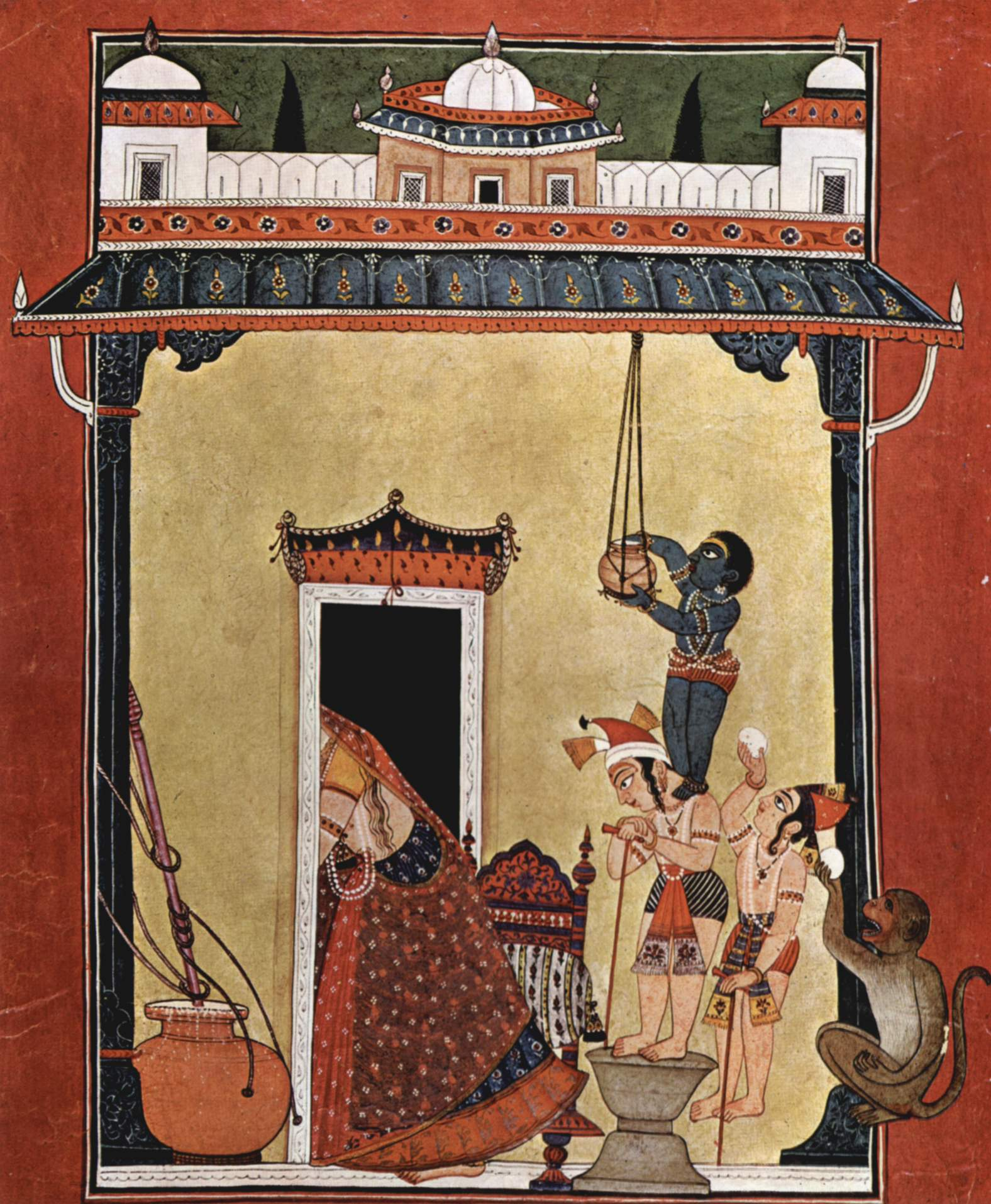
Krishna stiehlt Butter

Die Geschichten aus Krishnas Kindheit sind Thema im Bhagavatapurana; zum Beispiel die Sequenzen, in denen er zusammen mit seinen Freunden die Butter (Ghee) stiehlt, die seine Pflegemutter oder die Nachbarinnen hergestellt haben.
(Die Butter wurde üblicherweise in einem Tongefäß aufbewahrt, das unter der Decke hing. Die Jungen bildeten eine menschliche Pyramide und naschten die Butter aus dem Tontopf.) Diese Szenen seiner Jugend werden vielfältig in der darstellenden Kunst und im indischen Tanz, wie etwa dem Bharatanatyam, dargestellt.
Ein wichtiger Teil der Mythologie und Motiv für spirituelle Gleichnisse sind die Spiele mit den Hirtenmädchen, den Gopis: wie er sie verliebt macht und sie darüber alle Pflichten vergessen, wie sie ihm seine Streiche immer wieder verzeihen. Krishnas Gefährtin, im spirituellen Sinne seine Shakti (Energie, Kraft), ist Radha. Nach anfänglichem Schmollen wegen seiner Liebschaften, die sie aus der Ferne beobachtet hat, werden Krishna und Radha ein Paar. Die geistige, aber auch erotische Liebe zwischen Krishna und Radha sowie den anderen Hirtenmädchen gilt den Hindus als Symbol der Liebe Gottes zum Menschen und der sehnsuchtsvollen Liebe zu Gott (Bhakti).

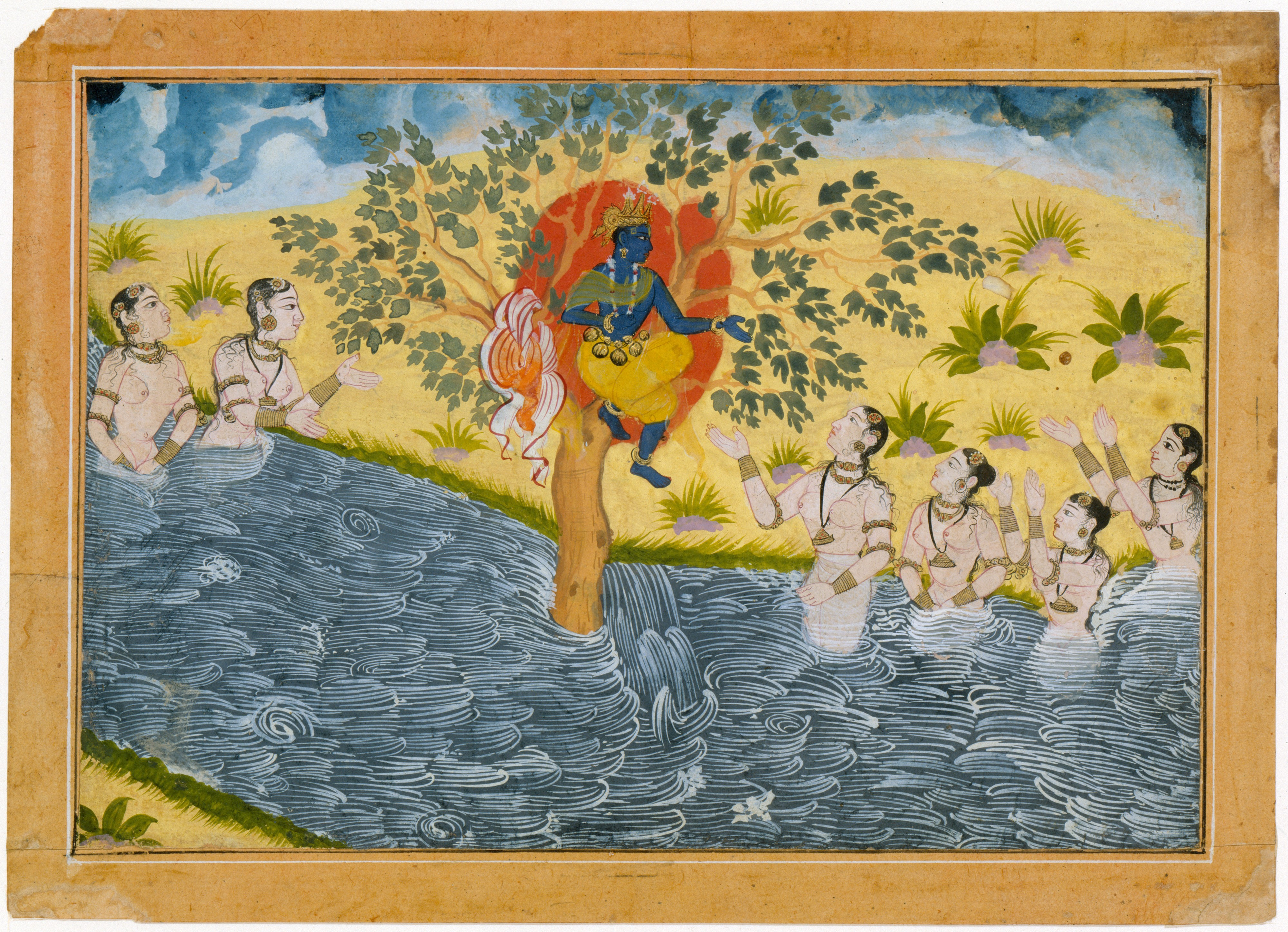
Krishna und die Gopis (um 1610)

Eine Geschichte erzählt, wie Krishna den Kuhhirtinnen (Gopis), die im Fluss baden, die Kleider wegnimmt und mit dem Bündel auf einen Baum klettert. Um ihre Kleider wiederzubekommen, müssen die Verschämten einzeln nackt vor ihm erscheinen. Viele der Episoden mit den Gopis enthalten eine erotische Konnotation, Krishna war bei der Begebenheit laut Bhagavatapurana ein verspielter junger Kuhhirte (Gopala = „Kuhhirt“ bzw. Bala Gopala = „junger Kuhhirt“). Einer anderen Legende zufolge soll er 16.108 entführte Prinzessinnen aus den Fängen eines Dämons (asura) befreit und allesamt geheiratet haben. Die Geschichten aus seiner Kindheit und Jugend in der Region Braj werden im Tanztheater Ras lila dargestellt.
Auch die Geschichte der Auseinandersetzung Krishnas mit dem schlangengestaltigen Flussdämon Kaliya ist in diesem Zusammenhang erwähnenswert; sie wurde und wird noch immer häufig dargestellt.

### Erwachsener
Als Erwachsener kehrt er an den Ort seiner Geburt zurück, nach Mathura, im heutigen indischen Bundesstaat Uttar Pradesh. Er tötet Kansa und gibt den Thron an den rechtmäßigen König Ugrasena zurück. Das Mahabharata berichtet, dass er König von Dwarka gewesen sei, heute im indischen Bundesstaat Gujarat. Nachdem im Streit zwischen den Dynastien der Pandavas und der Kauravas um die rechtmäßige Thronfolge seine Friedensmissionen gescheitert waren, wird er in einem großen Krieg der Wagenlenker von Arjuna, dem Helden der Pandavas. Ihm übermittelt er die Lehren der Bhagavadgita. 36 Jahre nach der Schlacht von Kurukshetra erschlagen sich die Yadavas, deren Oberhaupt Krishna ist, während eines Trinkgelages gegenseitig. Krishna selbst wird im Alter irrtümlich durch den Pfeil eines Jägers verwundet und stirbt, nachdem er dem Unglücklichen verziehen hat.
Nach hinduistischer Tradition kehrte er im Jahre 3102 v. Chr. in den Himmel zurück, dieser Zeitpunkt gilt als Beginn des dunklen Zeitalters, des Kali-Yuga.

## Die Frage der Historizität
Zwar kann die Frage von Krishnas Historizität nicht beweiskräftig geklärt werden, aber einige Indizien sprechen dafür, dass es tatsächlich einen Stammesführer gab, welcher der literarischen Person „Krishna“ als Vorbild diente. Ein Indiz ist insbesondere die ausführliche Beschreibung von Krishnas Friedensmission vor der großen Schlacht zwischen den Pandavas und den Kauravas: Die sehr detaillierte und konkrete Darstellung der betreffenden Abläufe im 5. Buch des Mahabharata lässt vermuten, dass sie nicht frei erfunden sind, sondern dass ihnen reale Ereignisse zugrunde lagen.
Hinzu kommen die Resultate von Meeresausgrabungen, die der Archäologe S.R. Rao in den 1980er Jahren in der Region des heutigen Dwarka in Gujarat durchführte. Dabei wurde die Existenz eines Stadtstaates festgestellt, der auf ca. 1500 v. Chr. datiert wird und nach Raos Überzeugung mit der Stadt Dvaraka identisch sein dürfte, welche im Mahabharata beschrieben wird. Im Epos heißt es, dass kurz nach Krishnas Tod der Ozean mit all seinen Meerestieren die Stadt komplett überflutete und versinken ließ.

## Krishna-Religiosität

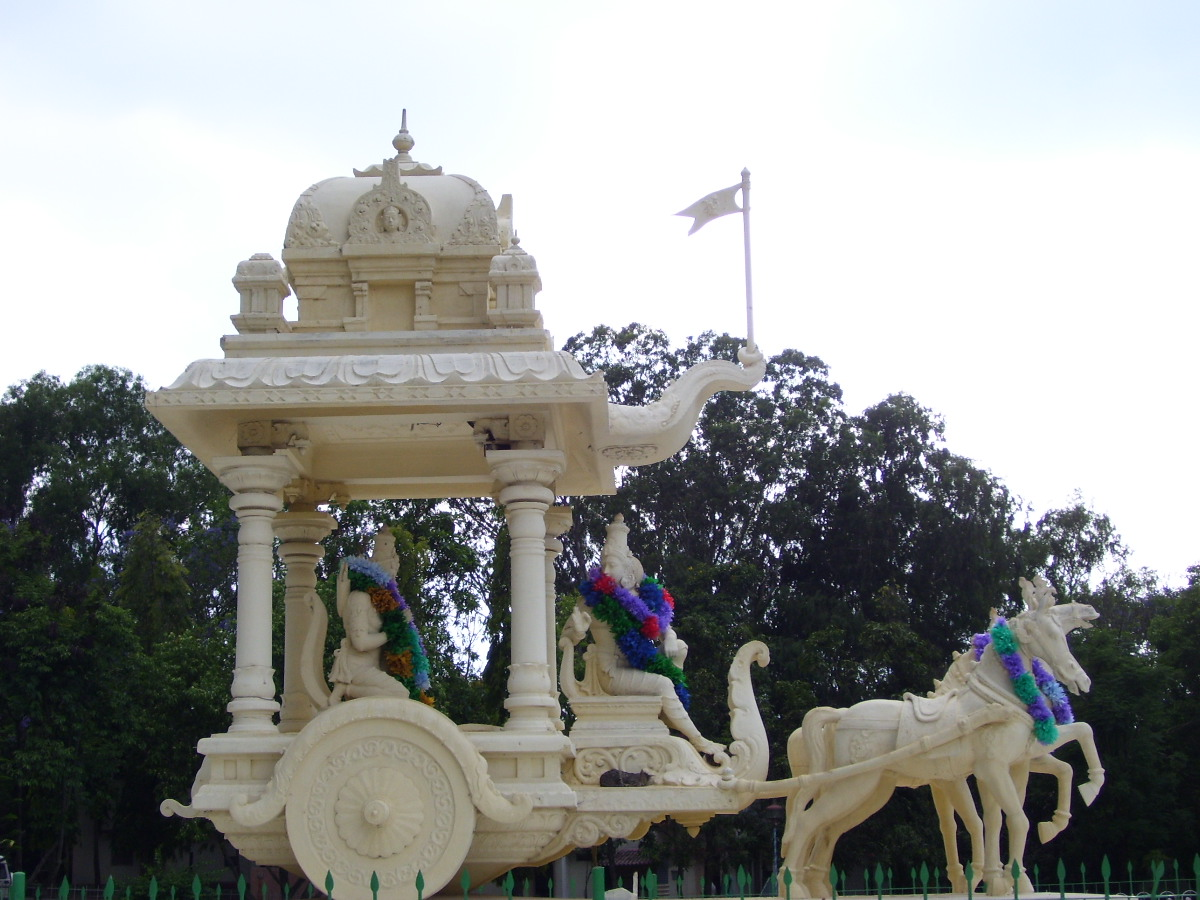
Lord Krishna und Arjuna auf dem Streitwagen (Steinplastik in Tirumala)

Krishna ist eine der populärsten Gottheiten des Hinduismus; seine Verehrung ist in Indien weitverbreitet. Die Krishna-Religiosität ist ihrem Wesen nach besonders emotionale, religiöse Hingabe, Bhakti Yoga, die besonders das Bhagavatapurana hervorhebt. Ausdrucksformen der Krishna-Bhakti sind die Verehrung des Göttlichen im Bild, Bhajans (religiöse Gesänge), Lesungen aus Schriften wie dem Bhagavatapurana oder der Bhagavad Gita.
Eine der zentralen Textquellen für die philosophische Dimension der Krishna-Verehrung ist die Bhagavadgita, die ein Teil des Epos Mahabharata ist. In der Schlacht von Kurukshetra steht Krishna Arjuna als Freund und Beschützer sowie als geistiger Führer zur Seite. Vor Beginn dieser Schlacht offenbart er sich Arjuna als der Höchste. Als Fürst und Wagenlenker von Arjuna zieht Krishna mit in die Schlacht. Arjuna zögert zu kämpfen, da auf der Gegenseite viele Verwandte stehen. Krishna belehrt ihn über seine Pflicht, Dharma, als Krieger Kshatriya zu kämpfen sowie über die Unsterblichkeit der Seele Atman.
Daneben gibt er auch Anweisungen für das spirituelle und ethische Leben seiner Verehrer, etwa: Wer gegen kein Wesen übel gesinnt ist und wer Mitleid hat, wer frei ist von Egoismus und Selbstsucht, gleichmütig in Leid und Freude und wer geduldig ist … den liebe ich (12. Kapitel).
Auch im Westen stieß die Verehrung Krishnas auf Interesse: Die Internationale Gesellschaft für Krishna-Bewusstsein (umgangssprachlich: „Hare-Krishna-Bewegung“), gegründet von Abhay Charan Bhaktivedanta Swami Prabhupada, gelangte in den 1960er Jahren nach Amerika.

## Andere Namen Krishnas

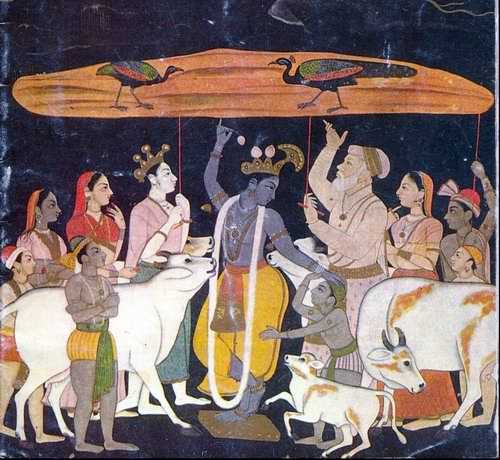
Krishna im Kreis der Gopis hebt schützend den Berg Govardhana empor.

- Param Brahman „das höchste Brahman“
- Bhagavan „Besitzer des Glückes“, „Herr“, „Gott“
- Hrishikesha „Herr der Sinne“
- Vishnu „der Alldurchdringende“
- Mohana „Faszinierender“
- Devadideva „Gott der Götter“
- Keshava „Vernichter des Keshi-Dämons“
- Purushottama „das höchste Selbst“, „höchste Person“
- Ishvara „Gott, Herrscher“
- Govinda „der den Kühen und den Sinnen Freude bereitet“
- Parameshvara „höchster Ishvara“, „der höchste Gott“
- Jagannatha „Herr der Welt“ (v. a. in Odisha und Bengalen)
- Giridhari, „der den Hügel (namens Govardhana) emporhebt“

## Darstellung
In der überwiegenden Zahl der mittelalterlichen und neuzeitlichen figürlichen Darstellungen wird Krishna auf einer Flöte spielend, stehend und mit überkreuzten Beinen dargestellt; in der Randzone vieler Skulpturen finden sich deutlich kleinere Kuhhirtinnen (gopis) und ruhende Kühe. Mittelalterliche Malereien sind nicht erhalten; in der neuzeitlichen Malerei ist hingegen die Darstellung des Gottes im Kreis der gleich großen gopis vorherrschend. Die Flöte versinnbildlicht den Menschen, der erst durch den Atem Gottes ‚zum Leben erweckt‘ wird. Seltener stehen andere Aktivitäten im Vordergrund – z. B. das vor Unwetter schützende Anheben des Berges Govardhana, der Tanz oder das traute Beisammensein mit seiner Gefährtin Radha.

## Festtage

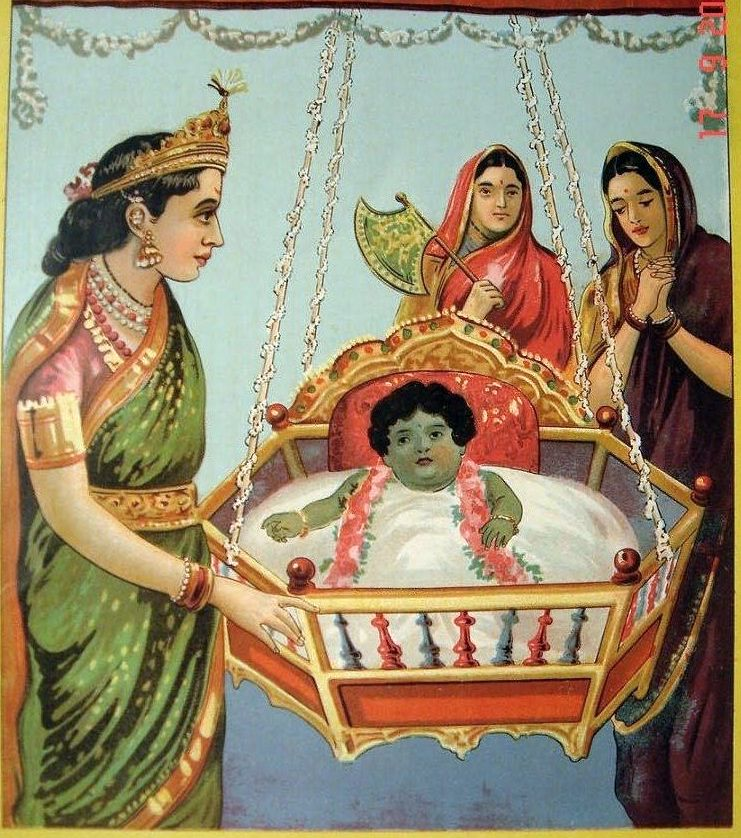
Janmashtami feiert Krishnas Geburt

Der höchste Feiertag zu Ehren Krishnas ist Janmashtami, nach dem Mondkalender meist im August, wenn die Gläubigen seine Geburt feiern. Während der Puja, dem rituellen Gottesdienst, verehrt der Priester das göttliche Kind in einer Puppe in einem kleinen Bett, welches die Frauen vorher über und über mit Blumen geschmückt haben. Besonders in Mathura, dem Ort seiner Geburt, feiern Einwohner und zigtausende von Pilgern das Fest mit Gottesdiensten und Bühnenspielen, die vom indischen Fernsehen übertragen werden. Die Bedeutung für Hindus ist vergleichbar mit den Weihnachtstagen für Christen in Bethlehem. Auch Holi, das ausgelassene Fest der Farben, ist eng mit Krishna und den sorglosen Spielen seiner Jugend verbunden.

## Sonstiges
Viele Forscher sind der Ansicht, dass die ungewöhnliche – in der Mitte leicht erhöhte und mit vielen Schmuckerkern (jarokas) und Schmuckkrügen (kalashas) versehene – Fassade des ‚Palasts der Winde‘ (Hawa Mahal) in Jaipur die Krone Krishnas versinnbildlichen soll. Der Auftraggeber des Bauwerks, Maharadscha Sawai Pratap Singh, war jedenfalls ein Verehrer des Gottes.